# 西江肇司
西江 肇司（にしえ けいじ、1968年9月14日-）は日本の実業家。株式会社ベクトル創業者・取締役会長。

## 人物
1968年岡山県倉敷市出身。岡山県立倉敷天城高等学校を経て、関西学院大学社会学部入学後、学生時代から起業家として活動。
1993年に株式会社ベクトルを立ち上げる。
学生向けパーティ会場を抑えるイベント事業やツアー事業、情報誌作りなど、多数のビジネスを手がけていた。当時、手がけたツアーやパーティは年間100本以上にのぼる。
大学卒業後は外資系金融機関に就職予定だったが、断念。その後、プロモーション事業やテレビ番組の制作、ターミナル駅のラーメン街プロデュースまで、幅広い仕事をおこなう。
2000年頃から、本格的な戦略PR事業を展開。企業活動を広める広報部のサポートやアウトソーシングが業務の主流だったPR業界において、新たな事業として注目を浴びた。
2000年から7年間ほど、病気により休養。
2010年から第一線での実務復帰。北京、上海、香港などをはじめ、シンガポール、インドネシア、タイ、ベトナムなどに現地法人を設置。成長市場であるアジア、ASEAN主要国へ事業展開している。現在、同社はアジアにおけるPR会社ランキングで3位を獲得。

## エピソード
- 「戦略PR」を主流におこなう。また、「戦略PR」という言葉を日本で最初に使った人物でもある[3]。
- 多様な事業展開を進めるビジネススタイルで知られているが、それは「新しいことをやるのが好き」というよりは、「ひとつのことを長く続けるのが苦手だから」[3]。
- 中学校時代から一人暮らしを経験。小さい頃から変わっていたため、学校の先生には「あんたが大きくなったらどうなるか見てみたい」と言われたことも[3]。
- 周囲がおニャン子クラブに夢中だったときに、ローリング・ストーンズやビートルズにハマっていた[3]。
- 高校時代まで、自由を謳歌していたため、大学時代に入ったときには「遊ぼう」とは思わなかった[3]。
- 学生時代から起業はしていたものの「社長になりたい！」と考えていたわけではなく、会社で働く自分が想像できなかったため、起業に至った[5]。
- PRを手がけるようになったきっかけは、他社にPRを依頼したところあまりうまくいかなかったため。その経験から、自分でPR事業を開始するようになり、現在に至る[5]。

## 経歴
- 1968年 岡山県出身。
- 1988年 関西学院大学入学。在学中に起業。
- 1992年 関西学院大学社会学部卒業。
- 1993年 プロモーションを主軸とする会社として株式会社ベクトルを設立[6]。
- 1998年 PR事業を開始。
- 2000年 PR事業を主体とした体制に移行[6]。独立系PR会社として業界3位にのぼり詰める一方、病気により、一時休養。
- 2004年 分社化し、株式会社アンティル、株式会社プラチナムを設立。
- 2005年 株式会社シグナル、株式会社PR TIMESを設立。
- 2012年3月 株式会社ベクトル　東証マザーズに上場[7]。
- 2013年10月 企業の投資家向け広報（IR）支援事業に参入。投資家向け交流サイト・みんかぶの子会社・株式会社IRアドバイザーを取得[4]。
- 2014年11月 株式会社ベクトル　東証一部に上場[7]。
- 2020年5月 株式会社ベクトル取締役会長[6]。

## 著書
- 『何故あの会社はTV型サイトにするのか?』（アメーバブックス新社　2008/10）ISBN 4344991265
- 『PR最強集団のTOPが教えるモノの広め方』（幻冬舎　2010/10）ISBN 4344991729
- 『もし会社の上司に、Facebookを始めろと言われたら？』（幻冬舎　2011/10）ISBN 434402074X
- 『何故あの会社はメディアで紹介されるのか?―PR最強集団のTOPが教える55の法則』（アメーバブック新社　2007/12）　ISBN 434499101X
- 『実践インバウンド・マーケティング~成功の鍵は戦略PR×インバウンド×CRM~』（宣伝会議　2013/06）ISBN 4883352781　※谷井等氏との共著
- 『戦略ＰＲ代理店』（幻冬舎　2014/6）ISBN 4344025571